# Мультиплетность
Мультипле́тность в химии — величина, характеризующая спин атома или молекулы.
Мультиплетность рассчитывается по формуле:
{\displaystyle M=2\sum _{n=1}^{N}{s+1}},
где {\displaystyle N} — число электронов в молекуле или атоме, {\displaystyle s} — спиновое квантовое число (проекция спина, которая может быть меньше нуля) каждого электрона.
Так как большинство электронов в молекулах спарено, то для большинства веществ в основном состоянии характерен нулевой суммарный спин, то есть {\displaystyle M=1} (синглетное) состояние (исключением является, например, кислород, у которого основное состояние триплетное).
При возбуждении молекулы один из электронов переходит в возбужденное состояние, иными словами на более высокий энергетический уровень. При этом мультиплетность может либо не меняться, если не меняется взаимная ориентация спинов, либо меняется, когда взаимная ориентация спинов изменяется. Скажем, из основного синглетного состояния молекула может перейти в возбужденное синглетное или триплетное ({\displaystyle M=3}) состояние.